# Elais
Elais, na classificação taxonômica de Jussieu (1789),  é um gênero  botânico,  ordem  Palmae,  classe Monocotyledones com estames perigínicos ( quando os estames se inserem à volta do nível do ovário).